# Данент, Ги
Ги Данент (фр. Guy Daninthe; 1925—18 июня 2018) — гваделупский политик, деятель коммунистического движения Гваделупы.

## Биография
Из крестьянской семьи, был одним из десяти детей. Получил юридическое образование, с 1949 года работал адвокатом. В 1946—1958 годах член гваделупской федерации Французской коммунистической партии, затем участвовал в её преобразовании в самостоятельную Гваделупскую коммунистическую партию (ГКП) и был избран в её Центральный комитет. В 1962 году выступил соучредителем профсоюзного центра Всеобщая конфедерация труда Гваделупы. Избирался депутатом муниципального совета Пуэнт-а-Питра, большинство в котором возглавлял его однопартиец Анри Бангу, вместе с Жерти Аршимед протестовал против фальсификаций на выборах.
В 1964 году вошёл в состав Политбюро ЦК ГКП и его секретариата. После гибели генерального секретаря ЦК ГКП Эвремона Жена в авиационной катастрофе Boeing 707 под Каракасом в 1969 году Данент стал первым секретарём, а с 1972 по 1988 год — генсеком гваделупской компартии. В 1986 году во время XXVII съезда КПСС в Москве был награждён орденом Дружбы народов.
Остался в партии после её раскола 1991 года, когда многие влиятельные члены сформировали Гваделупскую прогрессивную демократическую партию.
Женился на будущей основательнице Союза гваделупских женщин Югетт Манетт, известной под своим писательским псевдонимом Люси Жюлия. У них было двое детей — Ги-Мари Данент и Эрнест. До женитьбы у него уже были сын Дэни и дочь Розана. С конца 1960-х семья перебралась в Барботто-Верну в коммуне Пти-Бур на острове Бас-Тер, куда раньше ездила каждые выходные обрабатывать землю.